# Lista aberta em dois turnos
Lista aberta em dois turnos é um sistema de votação por representação proporcional, onde os eleitores votam em partidos e na ordem dos candidatos na lista desse partido. É uma variação da lista aberta, no entanto, é realizado em duas fases. Na primeira, os eleitores votam apenas numa lista partidária, como no sistema de lista fechada, para definir o quociente eleitoral, ou seja, para definir a quantas cadeiras no Parlamento cada partido terá direito. No segundo turno, votam num candidato, para definir a ordem de eleição dentro dessa lista. 
O sistema foi criado no Brasil, em 2013, após as Jornadas de Junho, por entidades da sociedade civil, tais como o MCCE, a CNBB e a OAB, em sua proposta de Reforma Política Cidadã. Um de seus maiores defensores é o ex-juiz Márlon Reis, idealizador da Lei da Ficha Limpa.
Apesar de ser apoiado por diversas organizações apartidárias, o sistema de lista em dois turnos foi ignorado na Reforma política no Brasil em 2015, quando foram discutidos diversos outros formatos de eleição, tais como o distritão, a lista fechada, o voto distrital e o distrital misto.
Segundo os defensores deste formato de eleição, sua maior vantagem é o fortalecimento dos partidos, mantendo a proporcionalidade de sua representação nas instâncias do Poder Legislativo, sem no entanto retirar do eleitor a palavra final sobre a ordem dos eleitos, como ocorre na lista fechada.
Os críticos do sistema, no entanto, apontam como desvantagem o fato de ele supostamente encarecer as eleições, uma vez que no Brasil, nem todos os Estados ou municípios possuem, obrigatoriamente, um segundo turno para o Executivo, ou seja, a adoção deste sistema representaria maior gasto da Justiça Eleitoral com a realização de eleições.